# Pastor (España)
Pastor (llamada oficialmente San Lourenzo de Pastor) es una parroquia española del municipio de El Pino, en la provincia de La Coruña, Galicia.

## Entidades de población
Entidades de población que forman parte de la parroquia:
- Pena (A Pena)
- Ponte Carreira (A Ponte Carreira)
- Barcia
- Liñares
- Currás (Os Currás)
- Hombre (Ombre)
- Casanova
- Curro (O Curro)
- Fonteseca
- Gándara (A Gándara)
- A Iglesia (A Igrexa)
- Sinxe
- O Empalme
- O Petón

## Demografía
| Gráfica de evolución demográfica de Pastor entre 2000 y 2019 |
|                                                              |
| Datos según el nomenclátor publicado por el INE.             |